# Траян Бендевски
Траян Бендевски (на македонска литературна норма: Трајан Бендевски) е юрист, главен прокурор на Република Македония.

## Биография
Роден е в 1937 година в битолското село Гявато, тогава в Кралство Югославия. Основно и средно образование завършва в Битоля. Завършва Юридическия факултет на Скопския университет в 1962 година. В 1973 година получава магистърската степен, а в 1985 година и докторска степен от същия факултет. Преподава международно частно право в Юридическия факултет на Битолския университет от 1984 до 1994 година. След това от 1994 до 2003 година преподава международното частно право и право на Европейския съюз във Факултета в Скопие, а от 2003 година - във ФОН университет в Скопие. Между 1965 и 1980 година е генерален секретар на Скопския университет и декан на Юридическия факултет в Битоля от 1986 до 1988 година. Арбитърът е в Постоянния съд (арбитраж) при Икономическата камара на Република Македония от 1993 година и в международни търговски арбитражи. Автор е на над 60 научни груда в областта на международното частно право и правото на ЕС.